# Donepezil
Donepezil je učinkovina iz skupine reverzibilnih zaviralcev acetilholin-esteraz. Uporablja se za simptomatsko zdravljenje blage do zmerno hude Alzheimerjeve demence. 

## Odmerjanje
Ker je razpolovna doba donezepila 70 ur, se lahko odmerja le enkrat dnevno. Začetni odmerek je 5 mg, ki se lahko po enem mesecu poveča na 10 mg. Najvišji dnevni odmerek pri napredovali stopnji Alzheimerjeve bolezni je 20 mg.

## Neželeni učinki
Zdravilo donezepil lahko med drugim povzroči slabost, bruhanje, drisko, izgubo teka in posledično telesne teže, omotico, splošno slabotnost, težave s spanjem, tresavico (tremor), mišične krče ... Zlasti se ti neželeni učinki pojavljajo v prvih treh tednih po uvedbi zdravljenja, nato pa praviloma oslabijo ali izzvenijo.

## Mehanizem delovanja
Donepezil je specifičen in reverzibilen zaviralec acetilholin-esteraze, ki je prevladujoča holin-esteraza v možganih. In vitro donepezil več kot 1000-krat močneje zavira ta encim kot butirilholin-esterazo, ki se nahaja predvsem zunaj osrednjega živčevja.
Zdravilo podaljša učinek delovanja acetilholina v nevronskih sinapsah.

## Stereokemija
Donezepil je zmes 1: 1 naslednjih dveh izomerov:
| Enantiomere Donepezil | Enantiomere Donepezil |
| --------------------- | --------------------- |
| (R)-Enantiomera       | (S)-Enantiomera       |